# Forteresse de Počitelj
La forteresse de Počitelj se trouve en Bosnie-Herzégovine, sur le territoire du village de Počitelj et dans la municipalité de Čapljina. Elle remonte au XVe siècle et fait partie de l'« ensemble historique et urbanistique de Počitelj », inscrit sur la liste des monuments nationaux de Bosnie-Herzégovine et proposé par le pays pour une inscription au patrimoine mondial de l'UNESCO.

## Description

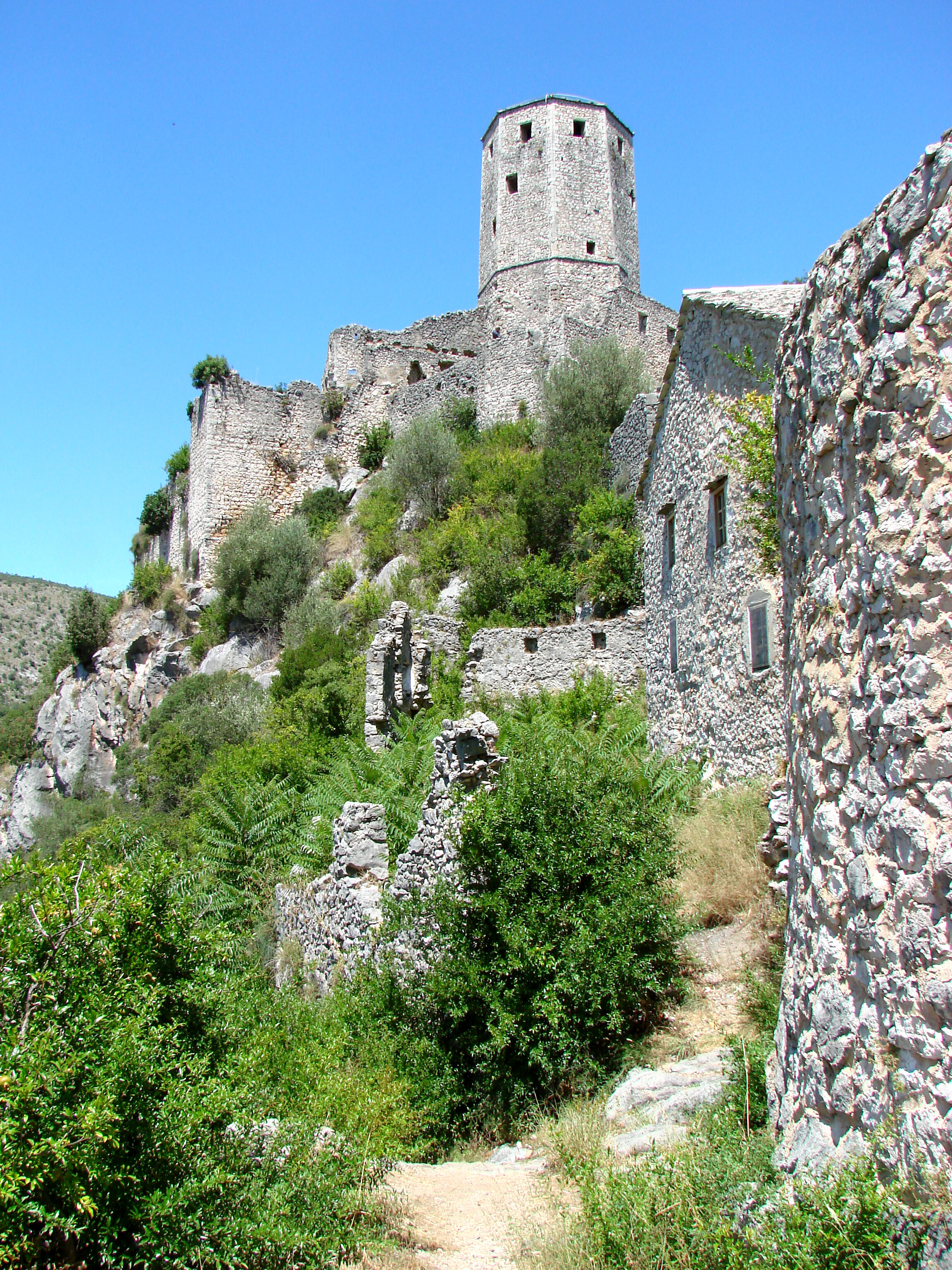
Autre vue de la forteresse